# Schermer (droogmakerij)

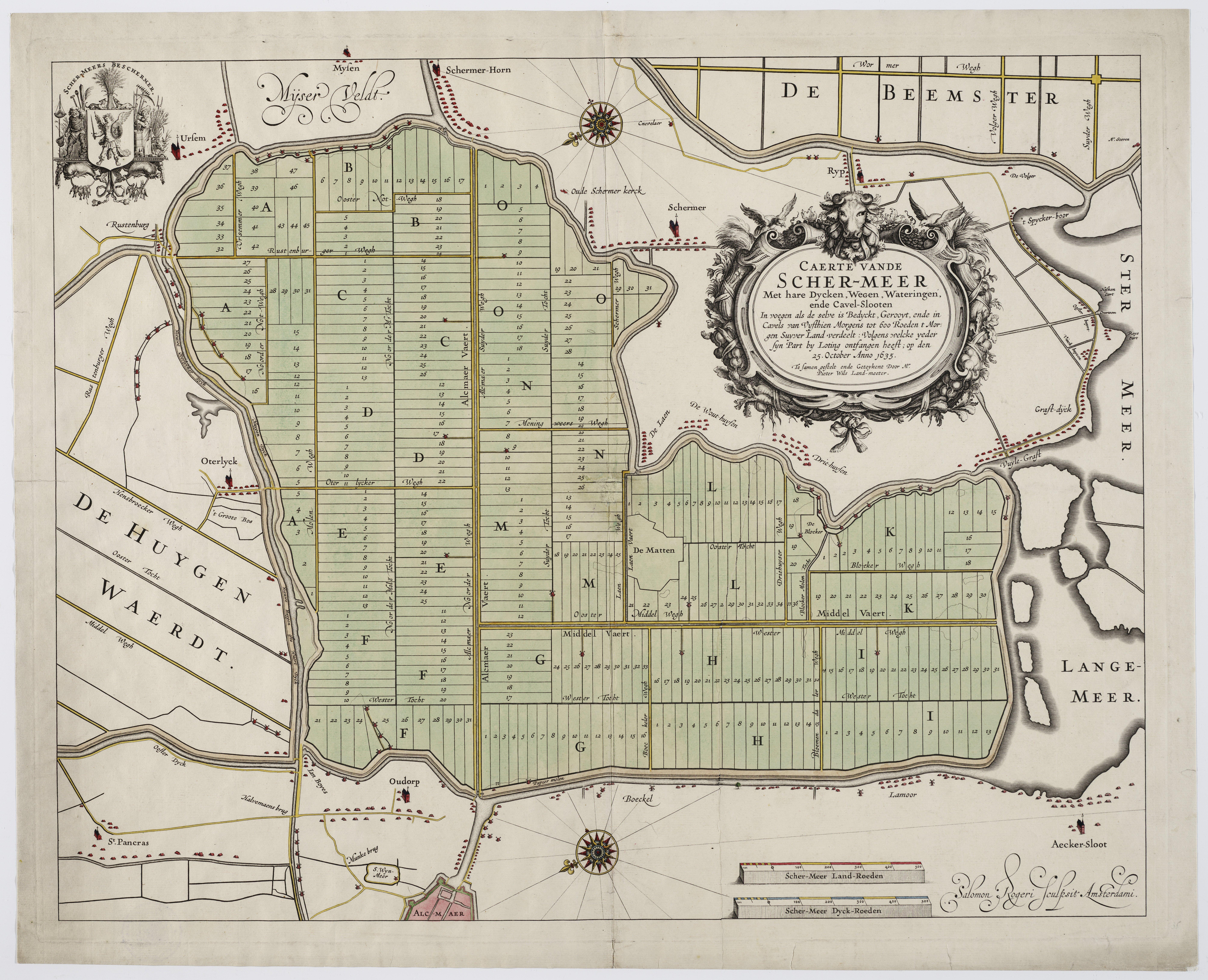
Caerte van de Scher-meer met hare dijcken, wegen, wateringen ende cavelslooten; 1635. Het noorden is links.

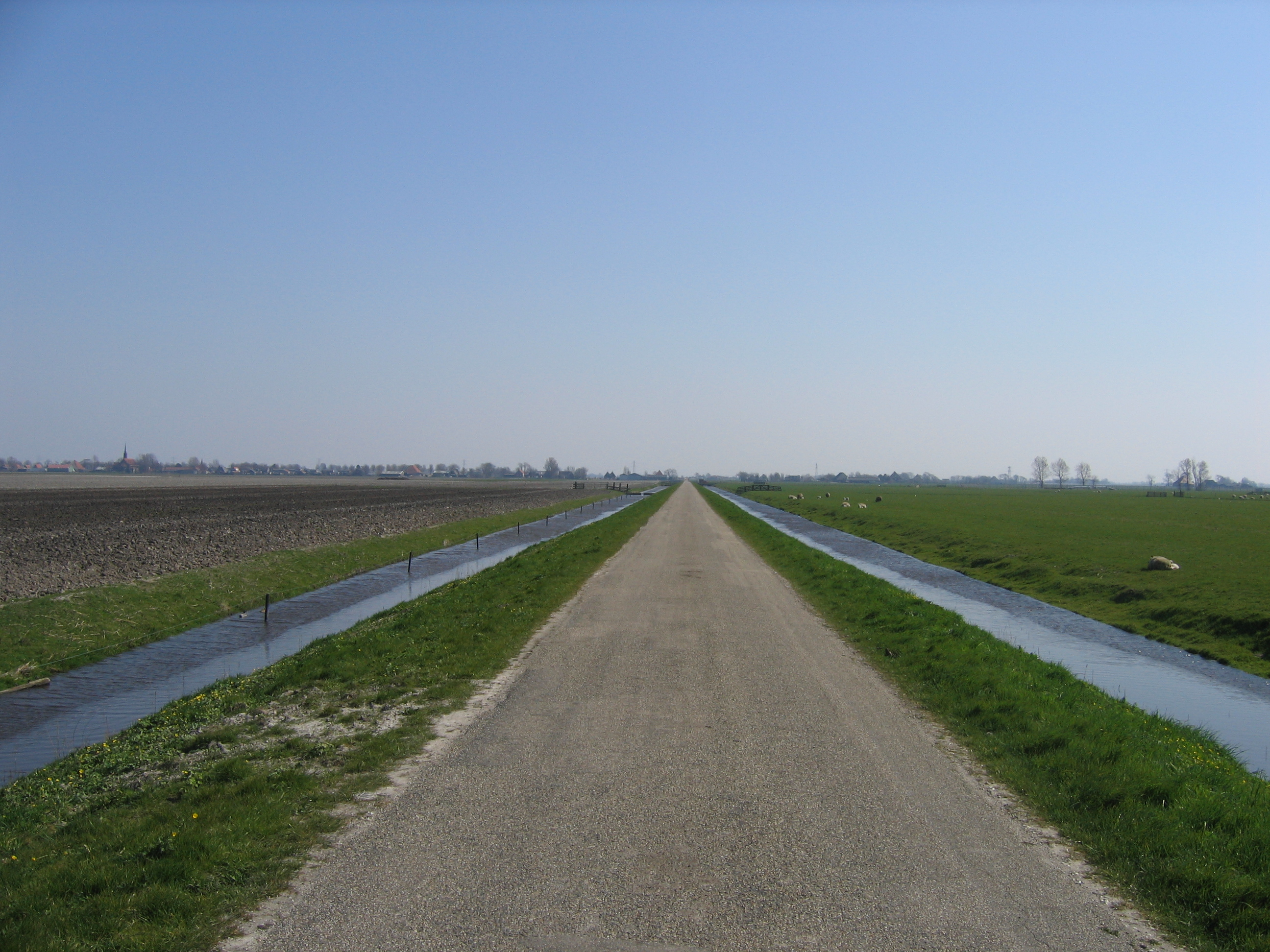
Het vlakke, weidse landschap van de Schermer.

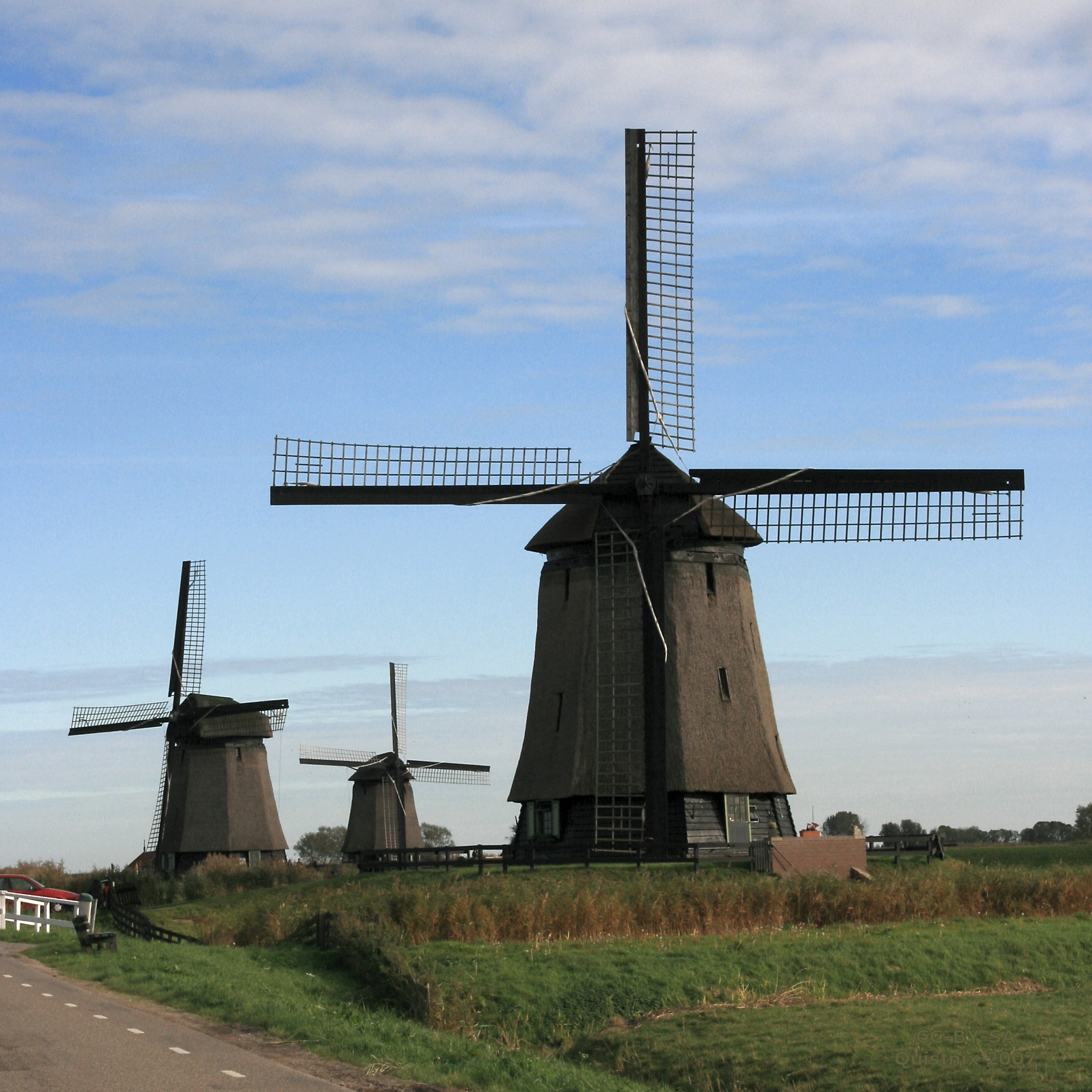
Schermermolens, nabij Schermerhorn.

De Schermer is een droogmakerij in het voormalige merengebied in de huidige Nederlandse provincie Noord-Holland. Als een van de laatste grote meren werd het Schermeer tussen 1633 en 1635 drooggemalen. De  polder lag in de gemeente Schermer, deze maakt sinds 2015 deel uit van de gemeente Alkmaar.
Het bestuur van de droogmakerij vergaderde in het Noorderpolderhuis in Schermerhorn.

## Geschiedenis
In de 17e eeuw zijn veel meren in de huidige provincie Noord-Holland drooggemalen. Dit waren private ondernemingen met veelal een dubbel doel. Aan de ene kant vormden de grote meren een bedreiging voor de omliggende steden, aan de andere kant gaf de drooglegging nieuwe vruchtbare landbouwgrond door de kleibodem die verpacht kon worden. Na het doorslaande succes van de Beemster werden ook plannen gemaakt om de andere meren droog te malen. Uiteindelijk is in 1633 ook een plan gemaakt om het Schermeer droog te leggen. In 1635 was deze onderneming voltooid.

## Afwatering
Door de inpoldering van de Schermer verloor het Hoogheemraadschap van de Uitwaterende Sluizen in Kennemerland en West-Friesland, een flink meer waar water geborgen kon worden. Het verlies van 6349 hectare aan waterbergend vermogen moest worden gecompenseerd. Het Hoogheemraadschap eiste daarom dat er bredere afwateringen werden aangelegd, naar Oudesluis aan de Zuiderzee in het noorden en naar het IJ in het zuiden. Naar het zuiden werd de Nauernasche Vaart gegraven. Voor het laatste traject werd gebruik gemaakt van de veenstroom Twisch, tussen Assendelft en Westzaan, om kosten te besparen. De Twisch werd in noordelijke richting verlengd en verbreed tot een vaart. Het water uit de ringvaart van de Schermer stroomde via de vaart naar het IJ. In Nauerna werd in de dijk een sluis gebouwd en het water stroomde vandaar het IJ in.

## Bemaling

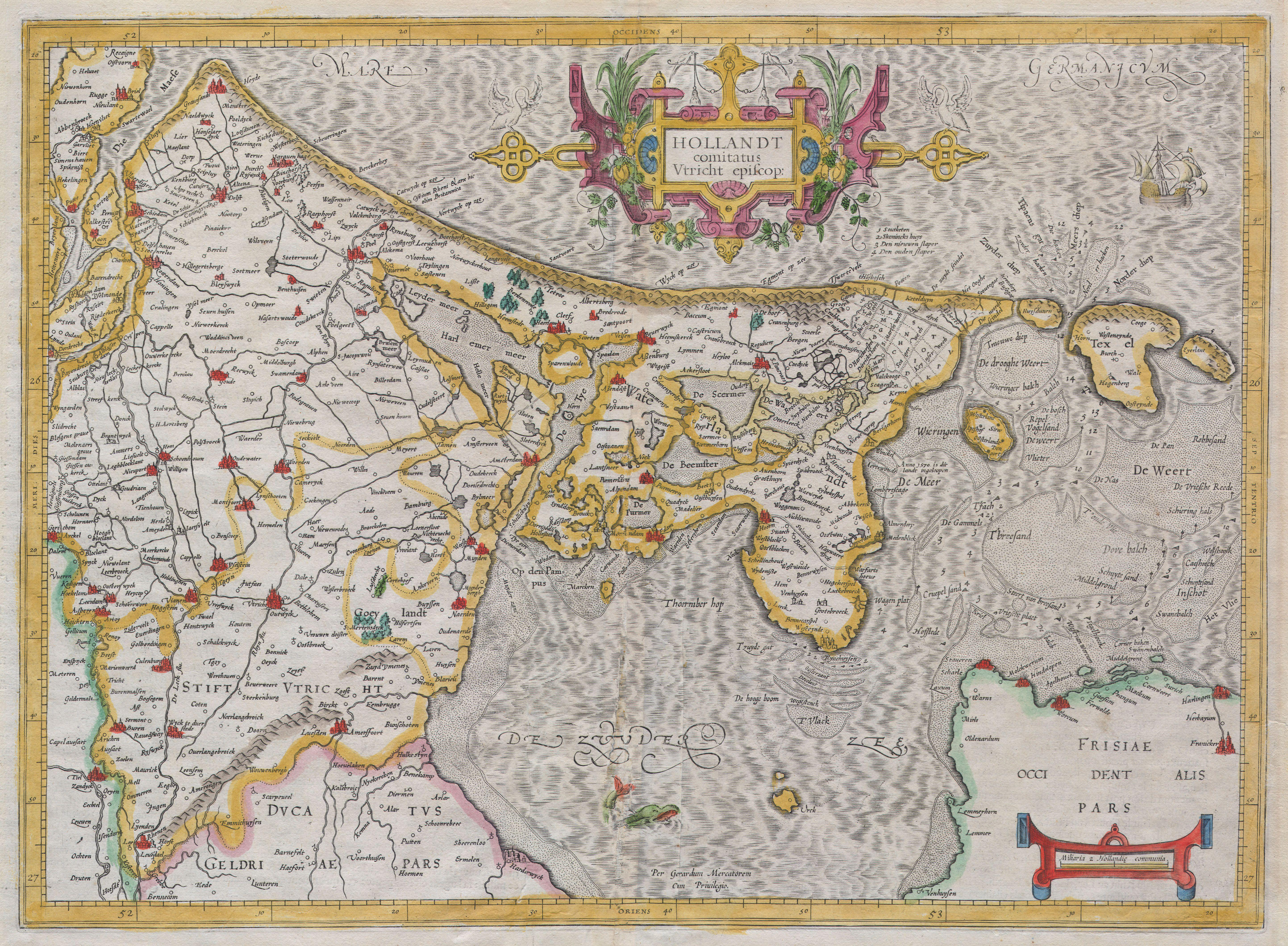
Noord-Holland in 1606 voor het droogmalen van de grote meren

### Het systeem
De bemaling van het Schermer is anders dan de meeste droogmakerijen in Noord-Holland. De molen, de Noord-Hollandse binnenkruier, werd door de meeste polderbestuurders als volmaakt beschouwd. Er zijn echter nog wel innovaties aangedragen, zoals een molen die door twee schepraderen aan te drijven, twee gangen tegelijk kon bemalen, maar deze bleken over het algemeen niet te voldoen.
Wel was er innovatie te bereiken op waterstaatkundig gebied. De waterstaatkundige situatie is in de Schermer in twee opzichten anders ten opzichte van de Beemster. Ten eerste is de Schermer uitgerust met een binnenboezem, voornamelijk bestaand uit de noorder- en de zuidervaart, met een aantal kleinere zijvaarten. Door dit systeem komen de poldermolens, de eerste trap in de bemaling, midden in de polder te staan en kon men kleine peilverschillen gemakkelijk opvangen. Dit is nergens anders in de Noord-Hollandse droogmakerijen toegepast.
Daarnaast zijn in de Schermer in plaats van losse gangen, een aantal maalcomplexen toegevoegd. Hierbij is er een groep van ondermolens die samen de binnenboezem bemalen in een tussenboezem. Die tussenboezem wordt weer bemalen door een volgende groep die het naar de volgende tussenboezem maalt. Een groep bovenmolens maalt het water vervolgens uit in de Schermerboezem. Het grote voordeel van dit systeem is, dat als één molen uitvalt, de gang gewoon kan doorgaan. Bij een traditionele gang staan meteen alle molens stil, omdat ze geen water meer krijgen of omdat ze hun water niet kwijt kunnen. Dit systeem was al geprobeerd in de Beemster, maar deze had het systeem niet volledig; pas bij de Schermer is dit volledig toegepast.
In de Schermer stonden twee van deze grote maalcomplexen, de 'Noordkust' tussen Schermerhorn en Ursem, en de 'Zuidkust' bij Driehuizen. Deze beide complexen bestonden uit 5 onder-, 5 midden- en 6 bovenmolens, samen een molengang. De extra bovenmolen was om het peilverschil in de Schermerboezem op te vangen, waardoor ze soms wat zwaarder moesten werken.
Daarnaast was er bij Schermerhorn een kleine gang van 2 onder-, 2 midden- en 2 bovenmolens. Deze gang maalde gewoon mee, maar kleine experimenten ter verbetering werden altijd eerst op deze gang uitgevoerd.
In het totaal waren er dus 16 + 16 + 6 = 38 molens betrokken bij het leegmalen van de binnenboezem. De Schermer was daarnaast opgedeeld in 14 afdelingen, met elk een eigen poldermolen. Dat bracht het totaal van binnenkruiers op 52 molens. Daarnaast was er in het Schermeer een klein eilandje, de Matten, die door de droogmakerij een onderbemaling nodig had. Hiervoor is een klein wipmolentje gebouwd.

### Naamgeving
In het begin werden de molens aangeduid met de naam van de molenaar, later kregen alle poldermolens een letter, naar de letter van de afdelingen. Ook in de gang bij Schermerhorn en de Noordkust kregen de molens letters, zodat er zowel bijvoorbeeld een Poldermolen K als een Ondermolen K is. De molens van de Zuidkust werden aangeduid met een cijfer.

### Het eerste begin
Uiteraard kon het systeem zoals boven beschreven niet meteen als zodanig worden aangelegd. Het droogleggen van het meer begon met het aanleggen van de ringdijk van de Schermer, waar de oude Huygen Dijck onderdeel van werd, en het graven van de boezems. Hierbij werd ook een stuk zogenaamd oud land binnen de dijk gehouden.
Op dit stuk oud land werden de eerste bovenmolens aangelegd. Tevens werden iets verder, en zo laag mogelijk, meteen ook de eerste middenmolens aangelegd, waarbij de molenmaker de opdracht kreeg om die zo in te richten dat het scheprad gemakkelijk verlaagd kon worden. In eerste instantie konden deze middenmolens dus de bovenmolens helpen. Nadat het peil in het meer dusdanig verlaagd was dat er middenmolens nodig waren, werd de eerste tussenboezem gegraven en werden de waterlopen aangepast. Zo was de tweede trap een feit. De molens zijn in twee fases gebouwd, eind 1633 werden de eerste 36 molens gekocht, een aantal maanden later volgenden de overige 16.

### Verplaatsingen
In eerste instantie werd bemalen op vijf plekken, tussen Ursem en Schermerhorn (de 'Noordkust'), tussen Driehuizen en de Vuile Graft (de 'Zuidkust') waren meteen al twee grote complexen met totaal 24 molens, en daarnaast vier in het westen, op het voormalige schiereiland de Bosch bij Oudorp, vier in het noorden, tussen Oterleek en Rustenburg, en vier in het zuiden, aan de westkant van de Vuile Graft.
Het merendeel van de latere 16 molens werd ingezet als ondermolen bij de diverse gangen. De gang bij de Vuile Graft werd niet uitgebreid omdat er al plannen waren die op te heffen. De poldermolens konden pas worden neergezet als de polder bijna droogviel, de hoger gelegen delen het eerst, dat waren de afdelingen A, I, K en L.
Bij de verkaveling in 1635 was er de situatie van 48 molens om de boezems te bemalen, en slechts vier poldermolens. Dit was uiteraard verre van ideaal. Om dit te verbeteren werden langzaamaan diverse molens verplaatst als poldermolen; er was geen geld om molens bij te bouwen. Als eerste werden alle afdelingen voorzien van een eigen polder. Na deze verplaatsingen waren er nog verplaatsingen nodig om de gangen in balans te brengen; er waren nog te weinig ondermolens. Door de 'truuk' met de middenmolens stonden deze relatief te hoog. Het zou tot 1666 duren tot de uiteindelijke situatie werd bereikt.
Ook de afscheidingen van de afdelingen werden geoptimaliseerd. De meest in het oog springende optimalisatie was het opnieuw opdelen van de afdelingen G en H tot een lager gelegen beneden-GH en een hoger gelegen boven-GH. Beide nieuwe afdelingen behielden een eigen molen.

### Vervijzeling
De beschreven situatie heeft na 1666 zo bestaan. Pas in de 19e eeuw kwam er behoefte om de molens volgens de nieuwere inzichten te vervijzelen. Als eerste werden, als proef, de molens in de kleine gang bij Schermerhorn van vijzels voorzien. Hierbij was het idee dat de gang door de grotere opvoerhoogte met een gang minder toekon. De beide ondermolens A en B werden gesloopt en de rest van de gang werd als tweetrapsbemaling uitgevoerd.
Uiteindelijk beviel dit toch niet. Door de grotere opvoerhoogte hadden deze molens meer wind nodig. Hierdoor zou er een probleem met de bemaling kunnen zijn. In 1852 werd wel het besluit genomen alle molens te vervijzelen, te beginnen met de bovenmolens, maar geen gang in de bemaling te laten vervallen. Uiteindelijk is dus alleen de gang bij Schermerhorn teruggegaan naar tweetrapsbemaling.

### Van hout naar ijzer
Ongeveer in dezelfde tijd kwamen geklonken ijzeren roeden en gietijzeren bovenassen steeds meer in zwang. Ook in de Schermer zijn langzamerhand deze onderdelen, die nog weleens sneuvelden, door ijzer vervangen, totdat in 1899 alle roeden en bovenassen van ijzer waren.

### Elektrificatie
Waar andere polders en droogmakerijen eind 19e, begin 20ste eeuw op stoombemaling overgingen, is de Schermer in die tijd de windbemaling trouw gebleven. Een reden hiervoor kunnen de regelmatige maalverboden op de Schermerboezem zijn. Als die het 'peil' bereikte mocht er niet meer gemalen worden tot het water weer (bij laagwater) geloosd kon worden.
Als dit maalverbod in werking trad, zette men een windmolen vrij simpel stil. Wanneer het maalverbod werd opgeheven kon men vrij makkelijk weer beginnen. Bij een stoommachine moest men echter de ketels op stoom houden, hetgeen extra kosten inhield, of men liet de ketels uitgaan, maar dan duurde het weer langer voor er weer druk was, en ook dat was ongewenst.
Elektrische bemaling heeft deze nadelen niet. In 1925 viel dan ook het besluit om elektrische gemalen te bouwen, waaronder het Gemaal Wilhelmina. De laatste molens werden in 1929 buiten gebruik gesteld en na die tijd werden de molens langzamerhand gesloopt als de oude molenaar vertrok. Uiteindelijk zijn er maar 11 molens overgebleven.

### Tweede Wereldoorlog
Aan het eind van de Tweede Wereldoorlog kwam de elektrische bemaling alsnog in gevaar. In die tijd heeft Poldermolen O, samen met ondermolen C en bovenmolen E, tijdelijk de bemaling van de Schermer weer verzorgd. Uiteraard stond dit in geen verhouding tot de oude 52 molens, maar de ergste watersnood is zo voorkomen. Na 1945 kwam voor dit soort gevallen de Wet Bescherming Waterstaatswerken in Oorlogstijd, die regelde dat dit soort molens maalvaardig moesten worden gehouden.

### Restauratie
Begin 21ste eeuw kwam er voor de Schermer een groot bedrag beschikbaar vanuit het VSBfonds. Aangevuld met de reguliere subsidies was het mogelijk een groot restauratieproject te starten. In deze restauratieslag zijn alle molens weer voorzien van een vijzel en daardoor maalvaardig. De Stichting De Schermer Molens heeft daarnaast gezorgd dat Poldermolens D en E weer hun water kwijt kunnen op de Noordervaart door het opnieuw graven van de voorwaterloop, die na het stilzetten gedempt was. Ook voor Poldermolens K en M bestaan plannen om de voorwaterloop te herstellen, zodat ook deze uiteindelijk hun functie weer kunnen vervullen.

#### Plannen
Als men kijkt naar de overgebleven molens valt het vooral op dat er in de noordkust wel twee ondermolens en een bovenmolen overgebleven zijn, maar geen middenmolen. Om alle molens toch weer de functie te laten vervullen die ze hadden zijn er plannen om daar opnieuw een middenmolen te bouwen. Daarnaast heeft de Stichting Museummolen plannen om de verdwenen Bovenmolen F bij Schermerhorn terug te laten keren. Dit herbouwplan is echter meer vanuit een museale insteek, en daardoor zijn er plannen om het riet te vervangen door plexiglas zodat van buiten de werking van de molen zichtbaar wordt. Ook wordt er gepraat over een scheprad in plaats van een vijzel.

## Overgebleven molens
De volgende molens van de windbemaling zijn nog over:
- Poldermolen D
- Poldermolen E
- Poldermolen K
- Poldermolen M
- Poldermolen O
- Ondermolen C (voormalige middenmolen)
- Ondermolen D (voormalige middenmolen)
- Ondermolen K
- Ondermolen O
- Bovenmolen E
- Bovenmolen G

## Monumenten
De droogmakerij is volledig beschermd in het ingestelde beschermd dorpsgebied. Verschillende poldermolens zijn rijksmonument.
Amstelland · Beemster · Bollenstreek¹ · Het Gooi · Groene Hart¹ · Haarlemmermeer · Holland¹ · Kennemerland · Kop van Noord-Holland · Purmer · Randstad¹ · Schermer · De Streek · Texel · Utrechtse Heuvelrug¹ · Vechtstreek¹ · Waterland · West-Friesland · Zaanstreek
¹ ligt ook buiten Noord-Holland